# De Leidse Sleuteltjes
De Leidse Sleuteltjes was een kinderkoor uit Leiden dat in 1948 werd opgericht door de schoolmeester Henk Franke. De naam verwijst naar het feit dat Leiden de Sleutelstad van Nederland is.
Bekend in heel Nederland werden De Leidse Sleuteltjes met het liedje Dikkertje Dap, geschreven door Annie M.G. Schmidt met muziek van de componist Paul Christiaan van Westering. De 45 toerenplaat met vier nummers (ep) en de lp met Dikkertje Dap en andere liedjes van Annie MG Schmidt, zoals Beertje Pippeloentje, Het fluitketeltje werd meer dan honderdduizend keer verkocht. Het koor behaalde onder andere twee Platina-platen. Henk Franke dirigeerde het koor tot en met 1983. Ze brachten verschillende grammofoonplaten uit waaronder een met de titel "ABBA voor kinderen" in 1981. 
De liedjes die ze daarop ten gehore brachten waren:
1. Pony, Pony, Pony (Money, Money, Money)
2. Dromen (I Have A Dream)
3. Fernando
4. Kijk 'es, Daar Zit-ie! (Summernight City)
5. Ik Ben Bang (Knowing Me, Knowing You)
6. Weet Je Moeder Dat? (Does Your Mother Know?)
7. Goeie Morgen (Mamma Mia)
8. Feest Bij Mij (Dancing Queen)
9. De Discotheek Zit Vol (The Winner Takes It All)
10. Chiquitita

In de jaren tachtig werd het koor bij gebrek aan leden opgeheven. 
In 2005 maakte de jongste zoon, Michiel, van Paul Christiaan van Westering een doorstart. Hij deed bij Radio West, een oproep voor leden en er verscheen en stuk in het Leidsch Dagblad.
Rond de 50 kinderen in de basisschoolleeftijd kwamen voor de audities. Dirigent werd Jan Stulen, maar al snel werd hij opgevolgd door Michiel van Westering. Het koor werd op de piano begeleid door Jan de Klerk.
De Leidse Sleuteltjes hadden  veel optredens in Leiden en de Leidse regio, maar tevens in Amsterdam en zelfs voor de koningin Beatrix in Delft ter gelegenheid van het 75-jarig jubileum van TNO in 2007.
Het kinderkoor zong nog steeds liedjes van Annie M.G. Schmidt en Paul Christiaan van Westering, maar ook bijvoorbeeld uit het, (in het Nederlands vertaald door Renee de Vries) repertoire van Les Koristes en van het Franse jongenskoor Les Poppys.
In september 2010 werd er naast het kinderkoor een 'jonge meiden' koor opgericht met de naam L’keys waar totaal andere songs zoals Pop en Jazz worden gezongen. Dirigent en tevens zangcoach werd Vivienne Aerts.